# أندرياس كريستن
أندرياس كريستن (بالألمانية: Andreas Christen) هو لاعب كرة قدم ليختنشتاني، ولد في 29 أغسطس 1989 في فادوتس في ليختنشتاين. شارك مع منتخب ليختنشتاين تحت 21 سنة لكرة القدم ومنتخب ليختنشتاين لكرة القدم. أما مع النوادي، فقد لعب مع FC Balzers ‏.

## وصلات خارجية
- أندرياس كريستن على موقع الاتحاد الأوربي (الإنجليزية)
- أندرياس كريستن على موقع قاعدة بيانات كرة القدم.إي يو (الإنجليزية)
- أندرياس كريستن على موقع ناشيونال فوتبول تيمز (الإنجليزية)
- أندرياس كريستن على موقع عالم كرة القدم.نت (الإنجليزية)
- أندرياس كريستن على موقع AS.com (الإسبانية)